# Lo que sé de Lola
Lo que sé de Lola és una pel·lícula de coproducció franco-espanyola del 2006 dirigida per Javier Rebollo, coautor també del guió. Es va estrenar al Festival Internacional de Cinema de Sant Sebastià 2006.

## Sinopsi
Léon és un home solitari que no treballa en res ni es relaciona amb ningú llevat amb la seva mare anciana. a la que cuida, i que contempla el món com un espectacle. Quan la seva mare mor, decideix trencar la seva solitud roba el correu dels veïns i escolta les converses de la gent. Un queda un dia fascinat per Lola, una noia espanyola que s'instal·la al costat del seu pis, i, des de llavors, decideix contemplar-la únicament i anotar tots els detalls quotidians en un quadern, encara que la dona no arriba mai a adonar-se de l'existència de Léon.

## Repartiment
- Michaël Abiteboul...	Léon
- Lola Dueñas...	Dolores
- Carmen Machi...	Carmen
- Lucienne Deschamps 	... mare de Léon
- Victoria Sáez 	...	Motor Girl
- Saeed Khan	...	Pakistanès
- Jacky Nercessian	...	Fals serraller

## Nominacions i premis
- XXI Premis Goya: Nominada al millor director novell.[3]
- Festival de Cinema de Londres: Premi Fipresci.[4]
- Guanyadora del VIII Festival Internacional de Cinema de Seül.[5]
- Festival de Cinema Espanyol de Nantes: Premi Juli Verne.[6]